# Epicedia
Epicedia is een kevergeslacht uit de familie van de boktorren (Cerambycidae). De wetenschappelijke naam van het geslacht werd voor het eerst geldig gepubliceerd in 1864 door Thomson.

## Soorten
Epicedia omvat de volgende soorten:
- Epicedia maculatrix (Perty, 1831)
- Epicedia trimaculata (Chevrolat, 1856)
- Epicedia wrayi Waterhouse, 1887